# Ophiomyia solanivora
Ophiomyia solanivora är en tvåvingeart som beskrevs av Spencer 1961. Ophiomyia solanivora ingår i släktet Ophiomyia och familjen minerarflugor. Inga underarter finns listade i Catalogue of Life.